# El Derramador
El Derramador es una de las 30 pedanías o partidas rurales de Elche (España). Cuenta con 455 habitantes (INE 2011).
Situada en el extremo sur del término municipal recibe su nombre por su geografía ya que, al estar situada al sur de una cerrada curva del cauce del río Vinalopó, suele recibir las aguas que éste derrama durante las inundaciones periódicas o riadas. Esas aguas suelen acabar en las lagunas de El Hondo que forma parte parcialmente de la demarcación rural. También engloba parte del carrizal de Elche (Els carrissars, Bassa llarguera) una especie de pólder mediterráneo que constituye una amplia planicie de regadíos sobre una parte de la laguna desecada hace 300 años.
El Derramador limita por el norte con las partidas de Algorós y Daimes, siendo por el noreste el río Vinalopó el límite natural; por el este con Daimes separados por la carretera a Dolores, por el sur con el término municipal de San Fulgencio; y, por el oeste, con la partida de Pusol. La vía de comunicación principal es la Vereda de les Sendres que la atraviesa de este a oeste y que empalma por el oeste con la carretera del León.
Posee una ermita donde aún se oficia misa y también hay varios caminos, cañadas o azudes, testimonio del hecho del ser un importante lugar de paso antaño de grandes ganaderías.
El Derramador celebra en mayo sus fiestas patronales, compartidas con la vecina partida de Algorós, en honor a sus dos patrones, la Virgen de Fátima (13 de mayo) y San Isidro Labrador (15 de mayo), en la ermita con su mismo nombre. Se celebra muy intensamente esta fiesta desde finales de abril con Romería, Sopar del Cabaset, Concurso de Mayos, Bailes y Verbenas, Gran Chocolatada, actuaciones, Mascletá, etc., diversos campeonatos además de Concurso de Paellas y la Imposición de Bandas. 
El Derramador es una de las partidas menos pobladas y más dedicada a los regadíos aunque tras el boom urbanístico de Alicante cada vez aparecen más chalets y se rehabilitan viejas masías como segunda vivienda.
- Datos: Q5821697